# شنای موزون در المپیک تابستانی
شنای موزون (تا سال ۲۰۱۷ با نام شنای همزمان شناخته می‌شد) یکی از رویدادهای المپیک تابستانی از سال ۱۹۸۴ بوده‌است. برنامه فعلی المپیک برای این ورزش دارای رقابت در مسابقات دو نفره و تیمی است، اما در بازی‌های گذشته، یک رویداد انفرادی نیز وجود داشت. ایالات متحده، کانادا و ژاپن قوی‌ترین کشورها در این ورزش بوده‌اند و مدال‌های المپیک را از سال ۱۹۸۴ تا ۱۹۹۶ به دست آورده‌اند، اما روسیه اخیراً در همه مسابقات بین سال‌های ۲۰۰۰ تا ۲۰۲۰ برنده شده‌است.

## خلاصه
| بازی‌ها | سال | رویداد | بهترین کشور |
| ------ | --- | ------ | ----------- |
| ۱      |     |        |             |
| ۲      |     |        |             |
| ۳      |     |        |             |
| ۴      |     |        |             |
| ۵      |     |        |             |
| ۶      |     |        |             |
| ۷      |     |        |             |
| ۸      |     |        |             |
| ۹      |     |        |             |
| ۱۰     |     |        |             |
| ۱۱     |     |        |             |
| ۱۲     |     |        |             |
| ۱۳     |     |        |             |
| ۱۴     |     |        |             |
| ۱۵     |     |        |             |
| ۱۶     |     |        |             |
| ۱۷     |     |        |             |
| ۱۸     |     |        |             |
| ۱۹     |     |        |             |
| ۲۰     |     |        |             |

| بازی‌ها | سال  | رویداد | بهترین کشور         |
| ------ | ---- | ------ | ------------------- |
| ۲۱     |      |        |                     |
| ۲۲     |      |        |                     |
| ۲۳     | ۱۹۸۴ | ۲      | ایالات متحده آمریکا |
| ۲۴     | ۱۹۸۸ | ۲      | کانادا              |
| ۲۵     | ۱۹۹۲ | ۲      | ایالات متحده آمریکا |
| ۲۶     | ۱۹۹۶ | ۱      | ایالات متحده آمریکا |
| ۲۷     | ۲۰۰۰ | ۲      | روسیه               |
| ۲۸     | ۲۰۰۴ | ۲      | روسیه               |
| ۲۹     | ۲۰۰۸ | ۲      | روسیه               |
| ۳۰     | ۲۰۱۲ | ۲      | روسیه               |
| ۳۱     | ۲۰۱۶ | ۲      | روسیه               |
| ۳۲     | ۲۰۲۰ | ۲      | چین                 |

## رویدادها
| رویداد         | ۸۴ | ۸۸ | ۹۲ | ۹۶ | ۰۰ | ۰۴ | ۰۸ | ۱۲ | ۱۶ | ۲۰ | سال‌ها |
| -------------- | -- | -- | -- | -- | -- | -- | -- | -- | -- | -- | ----- |
| تیمی زنان      | –  | –  | –  | X  | X  | X  | X  | X  | X  | X  | ۷     |
| دونفره زنان    | X  | X  | X  | –  | X  | X  | X  | X  | X  | X  | ۹     |
| انفرادی زنان   | X  | X  | X  | –  | –  | –  | –  | –  | –  | –  | ۳     |
|                |    |    |    |    |    |    |    |    |    |    |       |
| مجموع رویدادها | ۲  | ۲  | ۲  | ۱  | ۲  | ۲  | ۲  | ۲  | ۲  | ۲  |       |

## جدول مدال‌ها
تا پایان بازی‌های المپیک ۲۰۲۰، ۹ کشور در ۱۹ رویداد مدال‌های المپیک این رشته را کسب کرده‌اند. مسابقات انفرادی زنان در المپیک ۱۹۹۲ دو مدال طلا و بدون مدال نقره برگزار شد.
| رتبه  | کشور                | طلا | نقره | برنز | مجموع |
| ۱     | روسیه               | ۱۰  | ۰    | ۰    | ۱۰    |
| ۲     | ایالات متحده آمریکا | ۵   | ۲    | ۲    | ۹     |
| ۳     | کانادا              | ۳   | ۴    | ۱    | ۸     |
| ۴     | چین                 | ۲   | ۰    | ۰    | ۲     |
| ۵     | چین                 | ۰   | ۵    | ۲    | ۷     |
| ۶     | ژاپن                | ۰   | ۴    | ۱۰   | ۱۴    |
| ۷     | اسپانیا             | ۰   | ۳    | ۱    | ۴     |
| ۸     | اوکراین             | ۰   | ۰    | ۲    | ۲     |
| ۹     | فرانسه              | ۰   | ۰    | ۱    | ۱     |
| مجموع | مجموع               | ۲۰  | ۱۸   | ۱۹   | ۵۷    |